# Auerlita
L'Auerlita és una rara varietat de mineral de Carolina del Nord extraordinàriament ric en tori, va rebre el seu nom en honor Carl Auer von Welsbach, l'inventor del mantell incandescent de gas Welsbach. Es considera com una varietat fosforosa de la torita 

## Descripció
Va ser descrit originalment com a silico-fosfat de tori hidratat ThO2(SiO2,⅓P2O5)+2H2O, i.e. torita en la que part del sílice és reemplaçat per àcid fosfòric. Els cristalls són tetragonals, d'un color groc-llimona a marró-vermell, i de sub-translúcid a opac. El mineral és molt trencadís; la seva duresa és de 2.5 a 3, i la seva gravetat específica de 4.422 a 4.766, tenint els cristalls més foscos la densitat més gran.
| H2O   | CO2  | SiO2 | P2O5 | ThO2  | Fe2O3 | CaO  | MgO  | Al2O3 | Total |
| 10.21 | 1.00 | 7.64 | 7.46 | 70.13 | 1.38  | 0.49 | 0.29 | 1.10  | 99.70 |

## Ubicacions
Aquest mineral ha estat trobat a dos únic llocs en Comtat de Henderson, Carolina del Nord, és a dir, a la mina Freeman, i el territori de Price (Price land), 3 milles (4.8 km) al sud-oest. A ambdós llocs es troba amb roca granitica o gneisica desintegrada, íntimament associat amb cristalls de zirconi, damunt que és sovint vist va implantar.

## Etimologia
Aquest mineral va ser trobat mentre es buscava el mineral de zirconi necessari per poder subministrar la demanda causada per la invenció del sistema de enllumenat incandescent de gas de Carl Auer von Welsbach, els autors de la descripció original van proposar anomenar-lo Auerlite en el seu honor.